# خلیج تسمس
خلیج تسمس (انگلیسی: Tsemes Bay) یک خلیج در کرانه دریای سیاه و سرزمین کراسنودار کشور روسیه است.

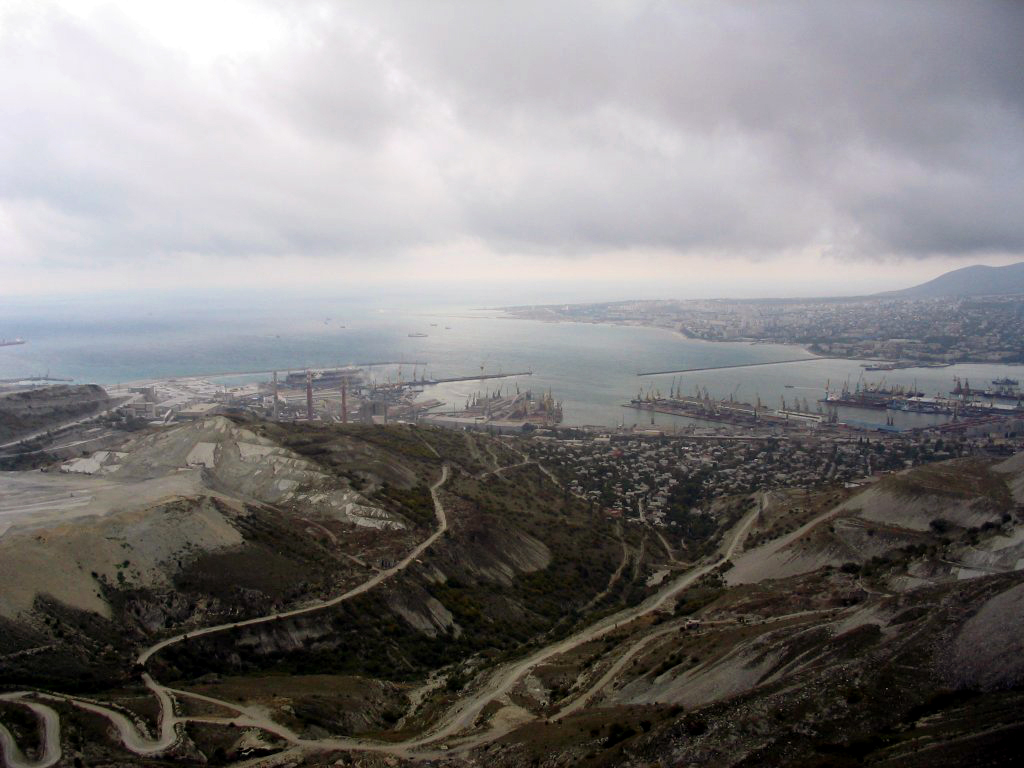
نمایی از خلیج تسمس